# Inês de Castro

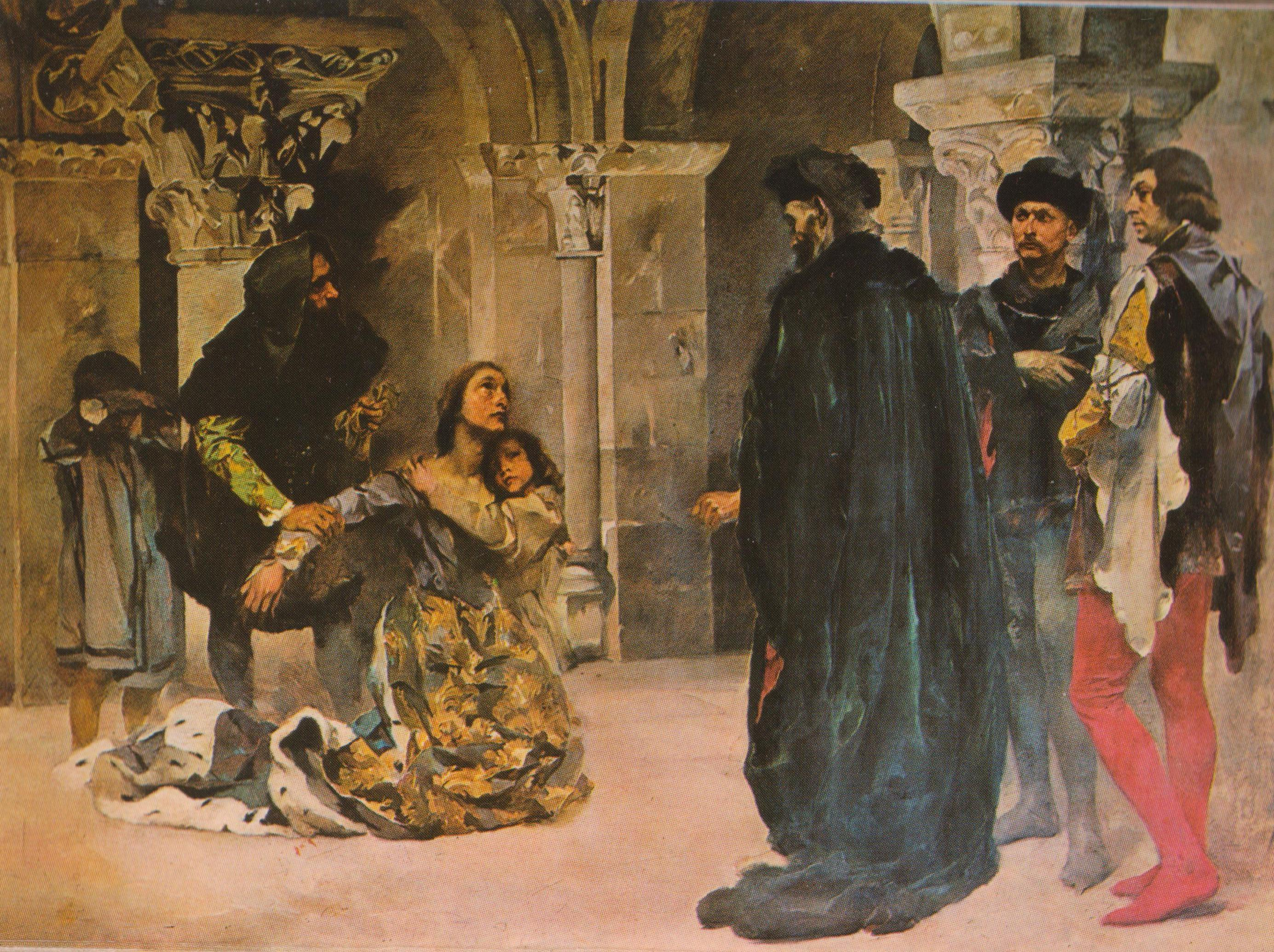
Der Mord an Inês de Castro, Gemälde von Columbano Bordalo Pinheiro, um 1902

Inês de Castro (portugiesisch: iˈneʃ dɨ ˈkaʃtɾu; auch Dona Inês de Castro, kastilisch: Inés de Castro; in alten Urkunden auch: Enes de Castro oder de Crasto (sic!); * um 1320 in Galicien; † 7. Januar 1355 in Coimbra) war eine galicische Adlige, Geliebte und Ehefrau des späteren portugiesischen Königs Dom Pedro I. Auf Befehl seines Vaters, des Königs Afonso IV., wurde sie hingerichtet. Ihr tragisches Leben ist die wohl berühmteste Liebesgeschichte Portugals und gab die Vorlage für eine Reihe literarischer Adaptationen ab. Auch für das Theater und das Kino wurde ihre Geschichte mehrfach adaptiert, etwa die portugiesisch-spanische Filmproduktion Königliche Blutrache von 1944.

## Leben
Inês Pires de Castro wurde als uneheliche Tochter des mächtigen und reichen galicischen Adeligen Pedro Fernandes de Castro, Herrn von Lemos, und der Aldonça Lourenço de Valadares geboren; ihre Mutter war Portugiesin. Inês selber war eine Urenkelin von Sancho IV. von Kastilien und kam 1340 im Gefolge der kastilischen Prinzessin Constança Manuel nach Portugal. Constança Manuel, eine Urenkelin König Ferdinands III. von Kastilien, musste aus politischen Gründen den portugiesischen Thronfolger Dom Pedro heiraten. Inês war eine Hofdame von Constança und eine Cousine 2. Grades von Dom Pedro. Sie soll eine Frau von ungewöhnlicher und (besonders für ihre südeuropäische Umgebung) auffälliger Schönheit gewesen sein, sie war sehr schlank, hatte rötlich-goldenes Haar und einen auffällig anmutigen, langen, sogenannten 'Schwanenhals', weshalb man ihr den portugiesischen Spitznamen colo de garça gab (wörtlich: „Reiher-Hals“). Dom Pedro soll sich auf der Stelle in Inês verliebt haben und ging eine außereheliche Beziehung mit ihr ein.
König Alfons IV. und der portugiesische Hof missbilligten aus moralischen und diplomatischen Gründen diese Beziehung und der König versuchte 1344 Inês aus seiner Reichweite zu entfernen, indem er sie auf das Kastell ihrer Tante Dona Teresa de Albuquerque an der kastilischen Grenze verbannte. Pedro und sie standen jedoch weiterhin in Kontakt.
Am 13. November 1345 veränderte sich die Situation, als Constança Manuel nach der Geburt ihres dritten Kindes, des Thronerben Fernando, verstarb. Alfons IV. verbot jedoch Dom Pedro, Inês zu heiraten, stattdessen wollte er seinen Sohn mit einer anderen Frau aus königlichem Hause wiederverheiraten, was dieser ablehnte. Gegen den ausdrücklichen Befehl seines Vaters ließ Dom Pedro Inês zurückkommen und verbrachte mit ihr zehn Jahre in Coimbra, wo Inês im alten Palast der ehemaligen Königin Santa Isabel, in der Nähe des Klosters Santa Clara lebte. Sie gebar drei Söhne und eine Tochter: 1346 Afonso (der kurz nach der Geburt starb), 1347 Beatriz, 1349 João und 1354 Dinis.
Dom Pedro hatte nun sowohl mit seiner verstorbenen Ehefrau einen Sohn als auch mit Inês de Castro potentielle Erben in die Welt gesetzt. Da König Alfons IV. selber erhebliche Probleme mit unehelichen Abkömmlingen seines eigenen Vaters gehabt hatte, befürchteten er und seine Berater am Hofe, dass Inês de Castro oder ihre Familie versuchen könnten, den legitimen Thronerben zugunsten ihrer Kinder aus der Thronfolge zu verdrängen. Dem portugiesischen Adel ging es bei seiner Ablehnung der Inês de Castro allerdings zumindest teilweise auch um den eigenen Einfluss und die eigenen Interessen. Die Familie de Castro galt in Kastilien als mächtig und einflussreich. Ob dieser Einfluss allerdings so groß war, dass er eine reale Bedrohung darstellte, die etwa Portugals Unabhängigkeit hätte gefährden können, ist zweifelhaft und nicht bewiesen.
Umgekehrt soll allerdings Dom Pedro versucht haben, sich in die kastilische Politik einzumischen, zumal Inês' Brüder in ihm Hoffnungen auf den kastilischen Thron geweckt haben sollen.
Es kamen außerdem Gerüchte auf, Dom Pedro habe Inês heimlich geheiratet, was dieser zunächst zwar bestritt, aber später in der sogenannten Erklärung von Cantanhede bestätigte (siehe unten).
Alfons IV. berief schließlich einen Kronrat ein, auf welchem er Inês des Hochverrats anklagte und selbst das Urteil gegen sie sprach. Am 7. Januar 1355, als Kronprinz Dom Pedro gerade auf der Jagd war, drangen auf Befehl des Königs drei seiner Leute in das Landhaus bei Coimbra ein, wo Inês lebte, und enthaupteten sie dort im Beisein ihrer Kinder. Nach der Tradition handelte es sich bei diesen drei Henkern um Pêro oder (Pedro) Coelho, Álvaro Gonçalves und Diogo Lopes Pacheco. Die sterblichen Überreste von Inês de Castro wurden zunächst im nahegelegenen Kloster Santa Clara beigesetzt.
Dom Pedro entfesselte einen Rachefeldzug und ließ in verschiedenen Provinzen Portugals zwischen Douro und Minho, in Trás-os-Montes und in der Beira Dörfer plündern, musste jedoch bald einsehen, dass er damit gegen seinen Vater nichts ausrichten konnte. Aus diesem Grunde schloss er durch die Vermittlung der Königin Beatriz im August 1355 eine Vereinbarung, wonach er sich seinem Vater unterwarf und beide feierlich gelobten, das Geschehene auf sich beruhen zu lassen. Die Höflinge, welche Alfons zum Tod der Inês geraten hatten, flohen gleichwohl nach Kastilien.
1357 verstarb Alfons IV. und Dom Pedro bestieg selber den Thron. Er knüpfte bald enge Beziehungen zu Kastilien und erreichte die Auslieferung von zwei der drei Henker: Pêro Coelho und Álvaro Gonçalves wurden in Santarém ihrerseits hingerichtet. Der dritte Henker Diogo Lopes Pacheco konnte nach Frankreich fliehen.
Laut Fernão Lopes legte Pedro I. am 12. Juni 1360 in der Kirche von Cantanhede unter Eid die sogenannte Erklärung von Cantanhede (Declaração de Cantanhede) ab. Demnach habe er sieben Jahre zuvor, während der Regierungszeit seines Vaters, Inês de Castro heimlich geheiratet (also ca. 1353). Die religiöse Zeremonie sei von Dom Gil, dem damaligen Dekan der Kathedrale von Guarda abgehalten worden. Diese Erklärung wurde am 18. Juni in Coimbra offiziell durch Dom João Afonso, den Grafen von Barcelos, einer Versammlung von Prälaten, Edelmännern und Volk bekannt gegeben. Sie wurde bezeugt von demselben Dom Gil, der inzwischen Bischof der Kathedrale von Guarda war, und von einem der Diener des Königs, Estevão Lobato. Damit erklärte Pedro I. die drei Kinder aus seiner Beziehung mit Inês de Castro für ehelich und legitim.

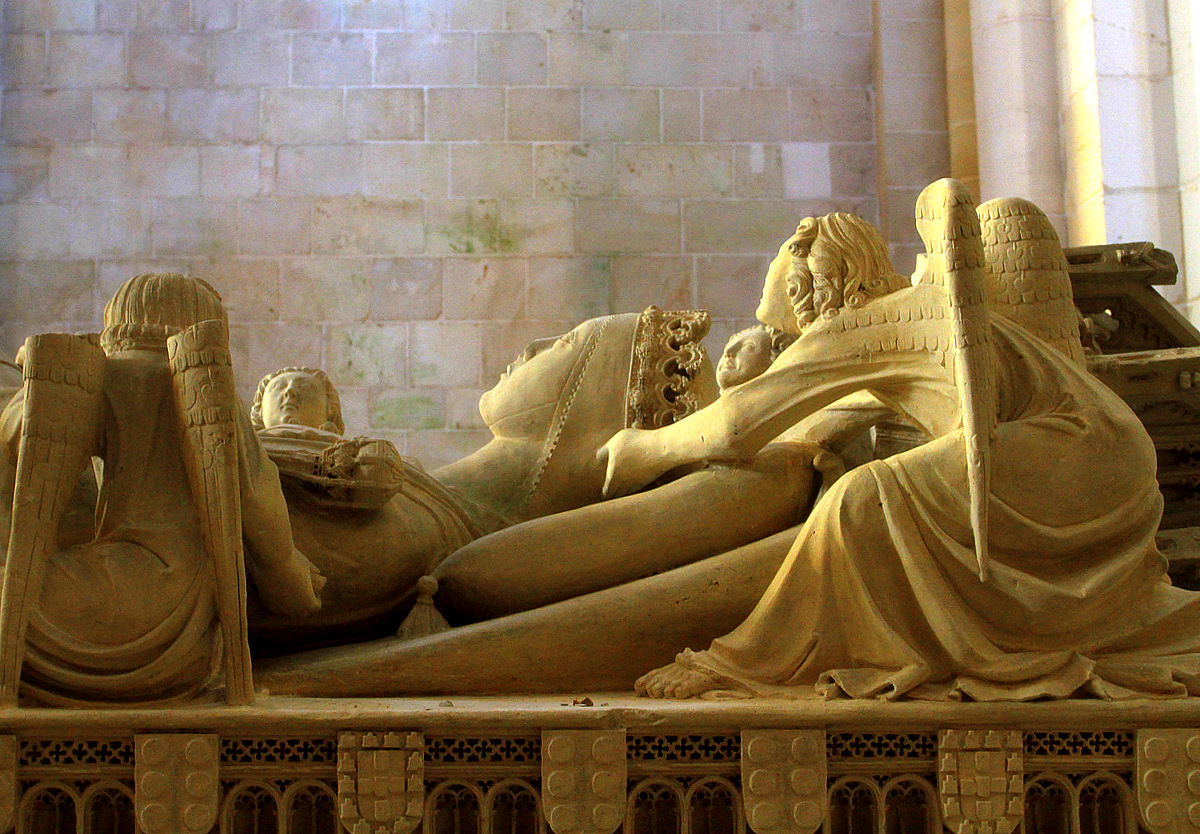
Grabmal der Inês de Castro im Kloster Alcobaça

Auf Pedros Befehl wurden für Inês und ihn zwei prächtige Grabmäler aus weißem Sandstein geschaffen, die im Querschiff der Klosterkirche von Alcobaça errichtet wurden. Dabei trägt Inês de Castro auf ihrem Haupt eine Krone, sie wurde also posthum als legitime Königin Portugals dargestellt (siehe Bilder). Der Leichnam von Inês wurde 1361 oder 1362 von Santa Clara in Coimbra nach Alcobaça überführt. Pedro folgte 1367.

Ursprünglich standen die beiden Sarkophage Seite an Seite, mit den Füßen in Richtung Osten (Sonnenaufgang) in der ersten Kapelle des südlichen Querschiffs, die Benedikt von Nursia (São Bento) geweiht war. In den 1780er Jahren wurde die Aufstellung der Grabmale jedoch verändert, man stellte eins dem anderen gegenüber auf. 1956 wurden sie in ihre aktuelle Position gebracht, Dom Pedro im südlichen Querschiff und Inês de Castro im nördlichen, wieder einander gegenüber. Seitdem die Sarkophage im 18. Jahrhundert in diese einander gegenüberliegende Position gebracht worden waren, entstand die Legende, Pedro habe sie so aufstellen lassen, „damit sich die beiden Liebenden bei der Auferstehung am jüngsten Tag direkt in die Augen sehen können“ («possam olhar-se nos olhos quando despertarem no dia do juízo final»).

Die Grabdenkmäler wurden 1810 im Zuge der Napoleonischen Kriege auf der Iberischen Halbinsel durch französische Soldaten, die mit Gewehrkolben auf die feinen Steinmetzarbeiten einschlugen, erheblich beschädigt.

## Legenden
Nach einer historisch nicht bewiesenen, aber berühmten und weit verbreiteten Legende soll Pedro nach seiner Thronbesteigung den Auftrag erteilt haben, den Körper der Inês aus dem Kloster Santa Clara, in dem sie bereits fünf Jahre ruhte, in die Kathedrale von Coimbra zu überführen, um sie feierlich krönen zu lassen. Es seien zwei Thronsessel aufgestellt worden, einer für die Tote, der andere für Dom Pedro. Die tote Inês sei mit den Krönungsgewändern bekleidet worden, mit Juwelen übersät, auf dem Kopf habe sie die Königskrone getragen. Der gesamte Hof, der vermutlich von der Verschwörung und dem Todesurteil gegen Inês gewusst hatte, habe ihr als der rechtmäßigen Königin Portugals huldigen und einer nach dem anderen ihre Hand küssen müssen.

Historisch bewiesen ist diese gespenstische Szene jedoch nicht, sie soll als Legende erst ab dem 16. Jahrhundert in Kastilien aufgekommen sein.
Etwas außerhalb des heutigen Coimbra in der Nähe des Klosters Santa Clara liegen in einem alten Gartengrundstück, der Quinta das lágrimas, zwei Quellen: die „Quelle der Liebe“ (Fonte dos amores) und die „Quelle der Tränen“ (Fonte das lágrimas). Hier sollen sich sowohl die glückliche Liebesromanze als auch das Drama der Ermordung von Inês abgespielt haben. Von dem ehemaligen herrschaftlichen Gebäude steht nur noch ein kleiner Mauerrest, der im 19. Jahrhundert mit einem neogotischen Fensterbogen versehen wurde. Dieser historische und gleichzeitig romantische Ort ist bis heute ein beliebter Treffpunkt für verliebte Paare, die sich hier ewige Liebe schwören, wie auch viele frisch verheiratete Paare noch am Tage ihrer Hochzeit vor die Gräber im Kloster von Alcobaça treten, um ihr Treueversprechen zu wiederholen.

## Familie
Inês hatte mit Pedro I. von Portugal drei (überlebende) Kinder, die später vom König als rechtmäßige Thronfolger anerkannt wurden und deshalb alle den Titel eines Infanten bzw. einer Infantin von Portugal trugen:
- Beatriz (um 1347–1381), ⚭ 1373 Sancho Alfonso von Kastilien, Herr von Albuquerque
- João (Johann) (1349–1397), Herzog von Valencia de Campos
- Dinis (Dionysius, Denis) (1354–1397), ⚭ 1372 Johanna von Kastilien, Herrin von Cifuentes

## Literarische Bearbeitungen und Vertonungen

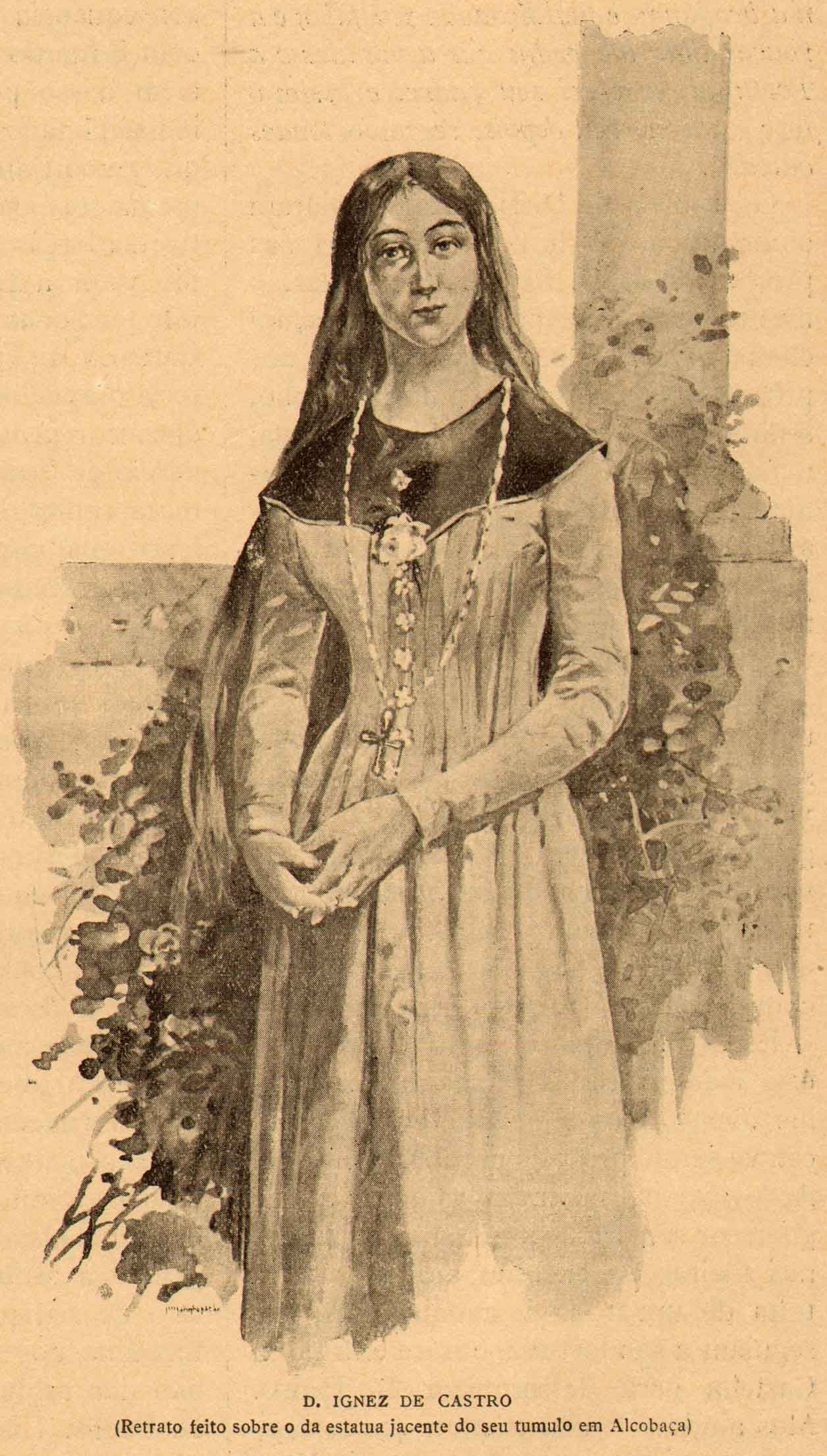
Inês de Castro, Stich von Alfredo Roque Gameiro (1864–1935), in: História de Portugal, 1899

Das romantisch-tragische Leben der Inês de Castro inspirierte vor allem in Portugal selber, aber auch darüber hinaus bis zum heutigen Tage immer wieder zahlreiche literarische Bearbeitungen, welche sich allerdings nicht selten einige Freiheiten bezüglich der historischen Realität nahmen.
- Der erste Autor, der den Stoff literarisch verarbeitete, war Garcia de Resende mit seinen Trovas à Morte de Inês de Castro in seinem Cancioneiro Geral (1516).
- Luís de Camões gab dem Stoff der Legende im dritten Gesang seines Versepos Die Lusiaden (Os Lusíadas, 1572, Gesang III, 118 bis 135) eine lyrische Fassung und verbreitete die Legendenbildung um die Quinta das Lágrimas mit ihren beiden Quellen.
- Die erste Adaption für die Bühne schuf António Ferreira mit seiner Tragödie A Castro (oder: Tragédia de Inês de Castro), die erst nach dem Tode des Autors 1587 veröffentlicht wurde und auch in Spanien großen Erfolg hatte.
- In Paris kam 1723 die Tragödie Inès de Castro von Antoine Houdar de la Motte am Théâtre-Français auf die Bühne und hatte großen Erfolg.
- Die englische Schriftstellerin Anna Eliza Bray verfasste 1830 einen historischen Schauerroman zur Thematik unter dem Titel The Talba or Moor of Portugal.
- 29 Opern wurden über das Leben Inês de Castro geschrieben, auf 21 verschiedene Textbücher. Am bekanntesten wurde Giuseppe Persianis Oper Ines de Castro nach einem Textbuch von Salvatore Cammarano und Giovanni E. Bidera, uraufgeführt 1835 in Neapel, mit Maria Malibran in der Titelrolle. In heutiger Zeit komponierte der junge Schweizer Komponist Andrea Lorenzo Scartazzini eine Oper über dieses Thema, die unter dem Titel Wut am Theater Erfurt (9. September 2006) uraufgeführt wurde.
- Ezra Pound verarbeitete die Legende um Inês de Castro unter anderem im XXX. Gesang seiner Cantos.
- 1986 veröffentlichte die portugiesische Schriftstellerin Agustina Bessa-Luís ihren Roman Adivinhas de Pedro e Inês.
- Hugo Loetscher verarbeitete den Stoff zu einem Theaterstück. Es erschien in portugiesischer Fassung unter dem Titel O amor assassinado (2001).
- Auch der Autor und Theaterregisseur Zeha Schröder verfasste ein Stück über Inês, an dem er dreizehn Jahre arbeitete. Erste Szenen von Morbus Inês gehen auf das Jahr 1994 zurück und waren noch als Opernlibretto konzipiert. In der endgültigen Fassung als Sprechtheater für das Ensemble Freuynde + Gaesdte kam das Stück 2007 beim Festival theaterszene europa zur Uraufführung.[11]

## Filme
- Königliche Blutrache (1944)